# Monomorium ebeninum
Monomorium ebeninum är en myrart som beskrevs av Auguste-Henri Forel 1891. Monomorium ebeninum ingår i släktet Monomorium och familjen myror. Inga underarter finns listade i Catalogue of Life.

## Bildgalleri

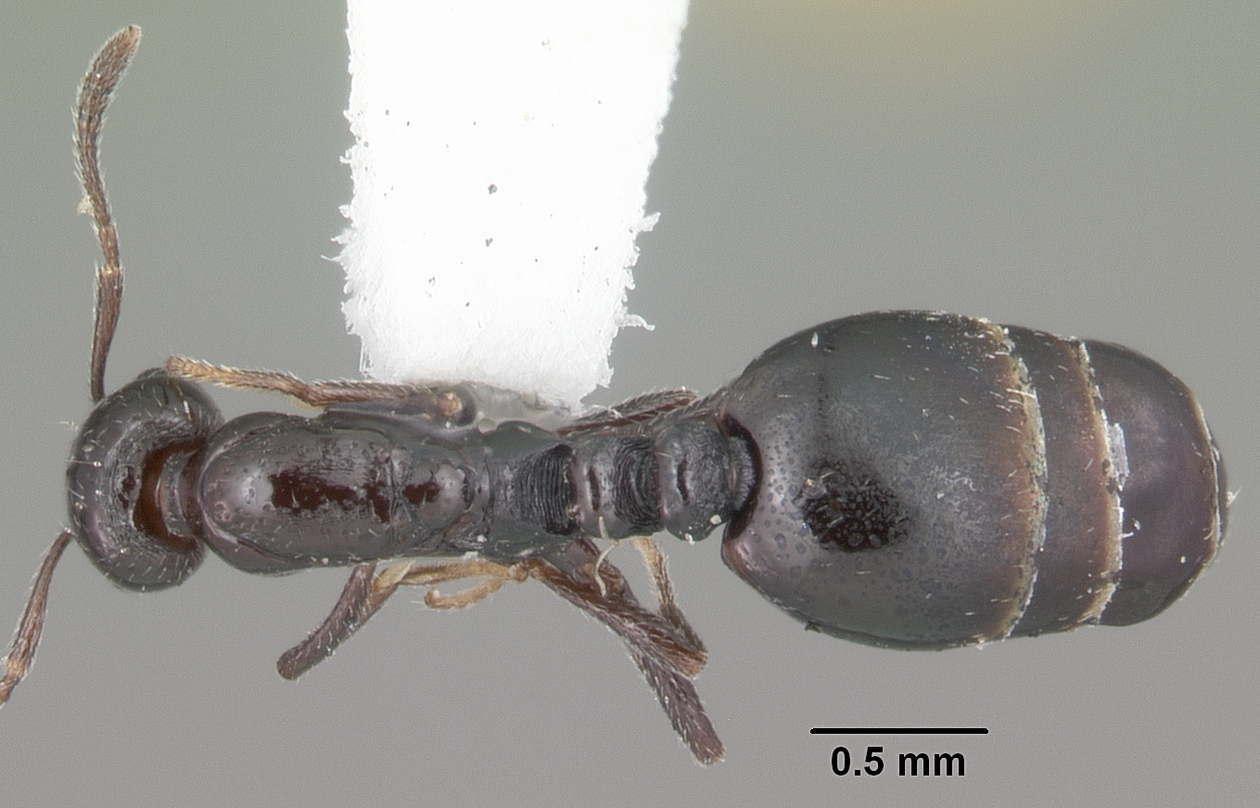
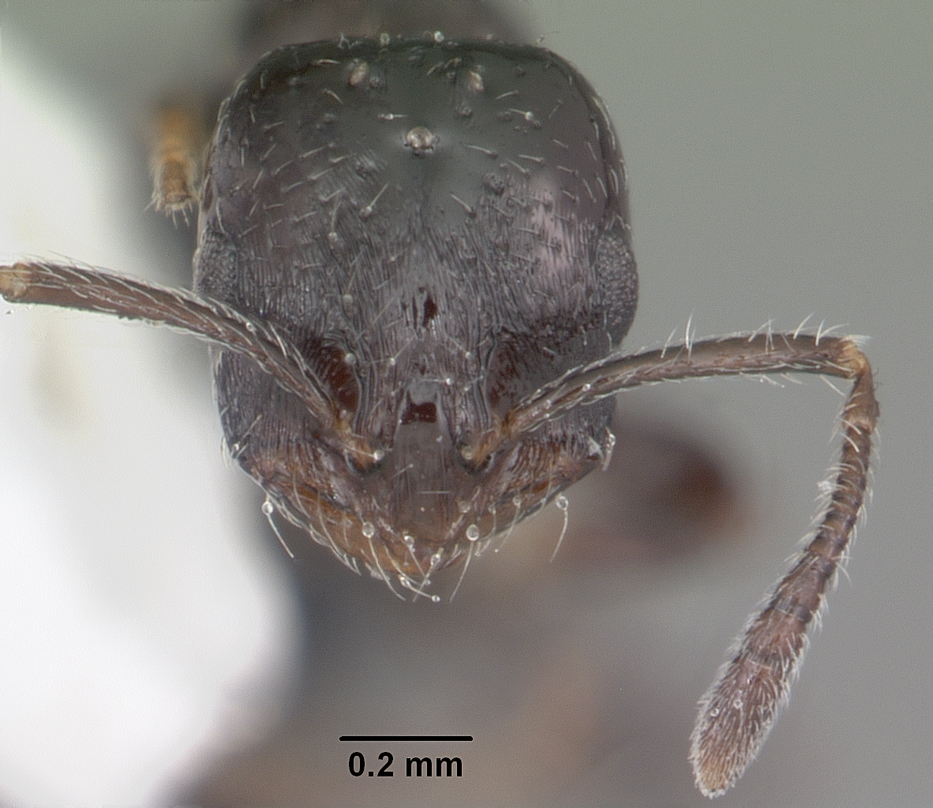
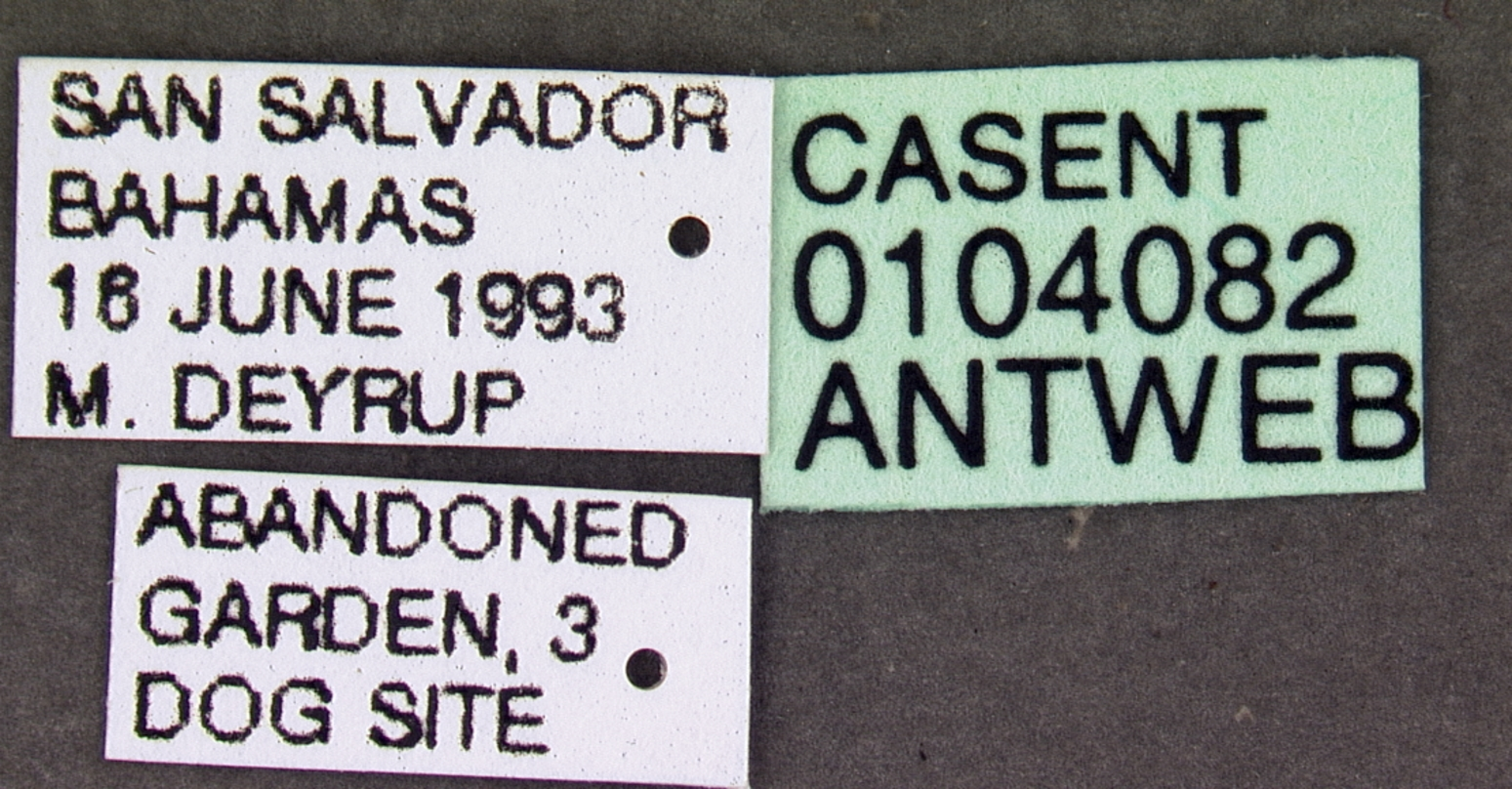
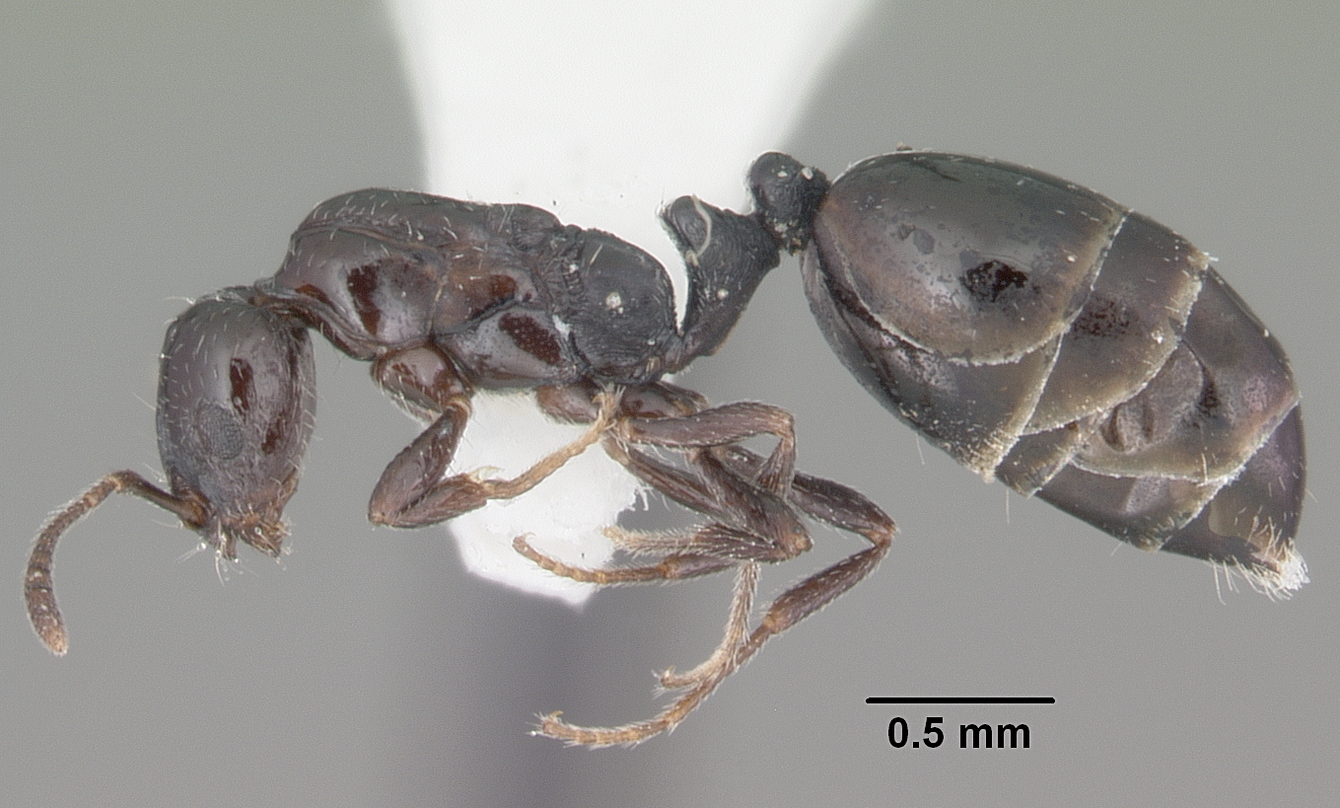
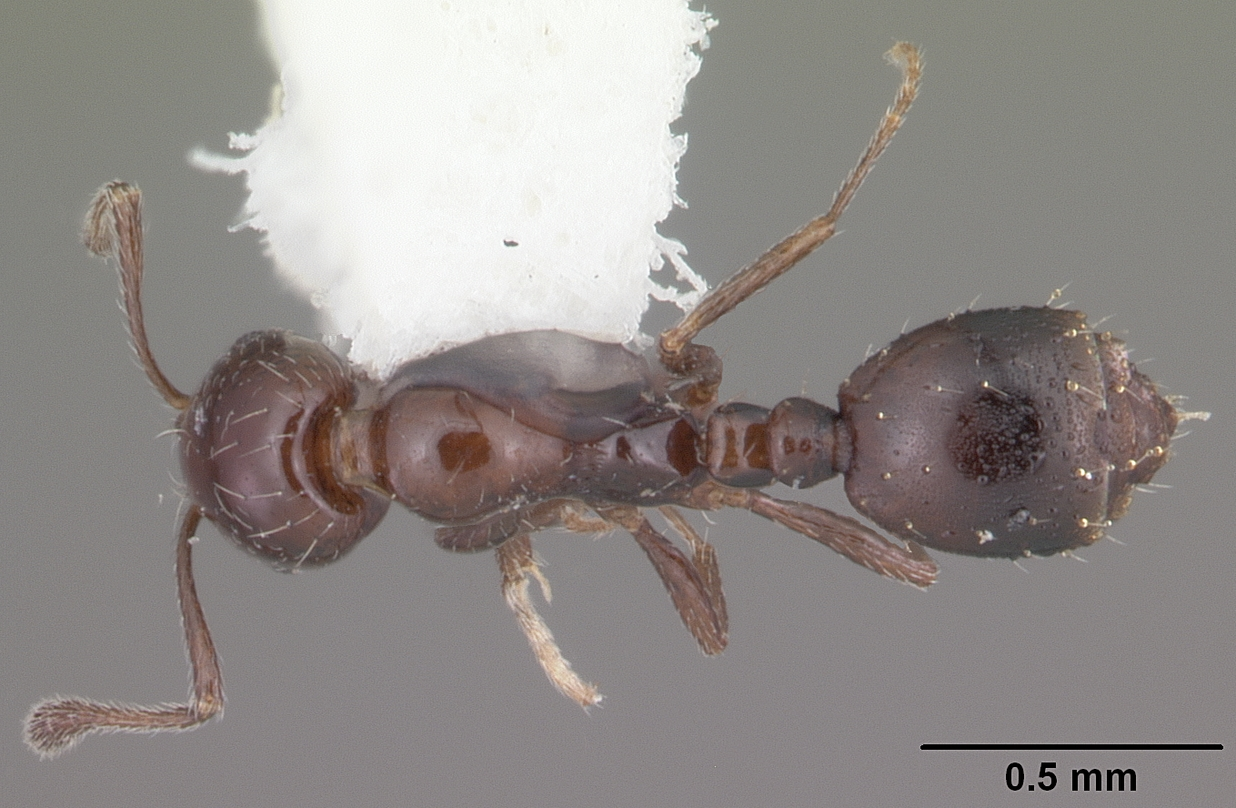
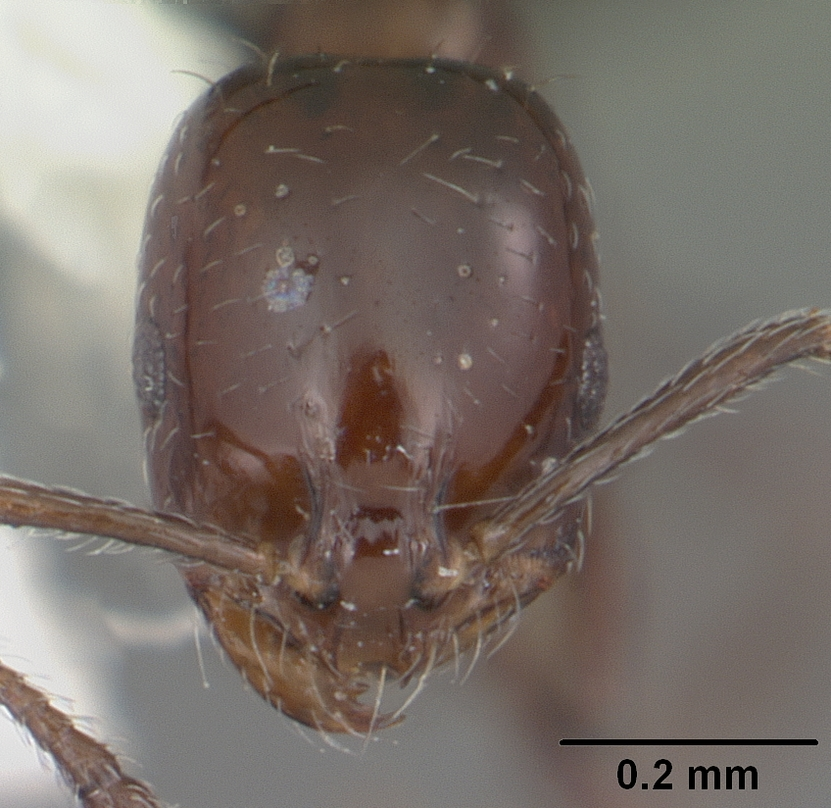